# مركز أنجلو موراتي الرياضي
مركز أنجلو موراتي هو مركز تدريبات نادي إنتر ميلان الإيطالي، وهو موجود في خارج منطقة أبيانو جنتلي بـمقاطعة كومو التي تبعد تقريبا ب40 كم شمال غرب مدينة ميلانو، أنشئ في عهد مالك النادي السابق أنجلو موراتي للاستعداد لموسم 1962/1961. وأستخدم بشكل مستمر لتدريب الفريق الأول منذ ذلك الحين.
يتكون المركز من ثلاثة ملاعب، اثنان منها صغيرة الحجم، وإحداها تتكون أرضيته من العشب الاصطناعي المعروفة بسهولة هلكها وله سقف متحرك لحمايته من الظروف الجوية كالأمطار والرياح العاتية والثلوج والمعروفة باسم «القفص»، ومساحة الملعب 48 م*26م، وتحيط به الأسوار من كل الجهات لحفظ الأمن والهدوء والتركيز في التدريب.